# ФК Полимље Мурино
Фудбалски клуб Полимље, црногорски је фудбални клуб из Мурина, насеља у Плаву, који се такмичи у Трећој лиги Црне Горе у оквиру регије Сјевер. Два пута је освојио Трећу лигу, док је три пута освојио Четврту лигу Црве Горе у склопу СР Југославије.
Основан је 1934. године, али је до краја Другог свјетског рата играо само пријатељске утакмице, није учествовао у лигашким такмичењима. Утакмице као домаћин игра на стадиону у Мурину, који се назива и Стадион Лугови.

## Резултати у такмичењима у Црној Гори
| Сезона   | Степен | Лига                | Бр.екипа  | Позиција  | Куп             |
| -------- | ------ | ------------------- | --------- | --------- | --------------- |
| 2006/07. | 3      | Трећа лига — Сјевер | 7         | 2. мјесто | Није учествовао |
| 2007/08. | 3      | Трећа лига — Сјевер | 7         | 1. мјесто | Није учествовао |
| 2008/09. | 3      | Трећа лига — Сјевер | 9         | Непознато | Није учествовао |
| 2009/10. | 3      | Трећа лига — Сјевер | Непознато | Непознато | Није учествовао |
| 2010/11. | 3      | Трећа лига — Сјевер | Непознато | Непознато | Прво коло       |
| 2011/12. | 3      | Трећа лига — Сјевер | Непознато | Непознато | Прво коло       |
| 2012/13. | 3      | Трећа лига — Сјевер | Непознато | Непознато | Није учествовао |
| 2013/14. | 3      | Трећа лига — Сјевер | Непознато | Непознато | Није учествовао |
| 2014/15. | 3      | Трећа лига — Сјевер | Непознато | Непознато | Прво коло       |
| 2015/16. | 3      | Трећа лига — Сјевер | 8         | 1. мјесто |                 |
| 2016/17. | 3      | Трећа лига — Сјевер | 9         | 7. мјесто |                 |
| 2017/18. | 3      | Трећа лига — Сјевер | 10        | 6. мјесто |                 |
| 2018/19. | 3      | Трећа лига — Сјевер | 10        | 7. мјесто | Прво коло       |
| 2019/20. | 3      | Трећа лига — Сјевер | 8         | 7. мјесто | Прво коло       |
| 2020/21. | 3      | Трећа лига — Сјевер | 8         | 3. мјесто | Није учествовао |
| 2021/22. | 3      | Трећа лига — Сјевер | 8         | 6. мјесто |                 |
| 2022/23. | 3      | Трећа лига — Сјевер | 9         | 9. мјесто |                 |
| 2023/24. | 3      | Трећа лига — Сјевер | 9         | 8. мјесто |                 |
| 2024/25. | 3      | Трећа лига — Сјевер | 9         | 6. мјесто |                 |

## Успјеси
| Такмичење                         | Такмичење                         | Број                              | Година                            |  |
| Трећа лига Црне Горе — Сјевер — 2 | Трећа лига Црне Горе — Сјевер — 2 | Трећа лига Црне Горе — Сјевер — 2 | Трећа лига Црне Горе — Сјевер — 2 |  |
| --------------------------------- | --------------------------------- | --------------------------------- | --------------------------------- |  |
| Трећа лига                        | Првак                             | 2                                 | 2007/08, 2015/16                  |  |
| Куп сјеверне регије — 0           |                                   |                                   |                                   |  |
| Регионални куп                    | Побједник                         | 0                                 |                                   |  |
| Регионални куп                    | Финалиста                         | 3                                 | 2010, 2011, 2014                  |  |